# Oeste da Suécia

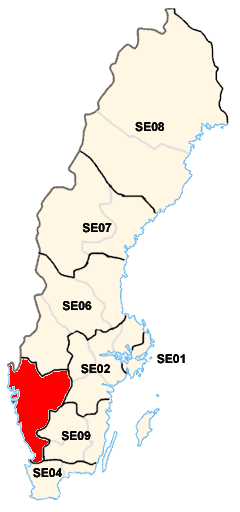
A região estatística Oeste da Suécia

O Oeste da Suécia ou Suécia Ocidental - em sueco designado por Västsverige - é tanto o nome de uma região informal, como o nome de uma unidade territorial estatística de nível II (NUTS II) da Suécia, abrangendo os condados da Västra Götaland e da Halland.
A região Oeste da Suécia fica situada no sudoeste do país, e tem como centro a cidade de Gotemburgo - a segunda maior do país.

Tem uma área de 29,399 km², e uma população de cerca de 1 800 000 habitantes.
A região informal Suécia Ocidental
O termo Suécia Ocidental (Västsverige) aparece p.ex. em Câmara de Comércio da Suécia Ocidental (Västsvenska Handelskammaren), Tribunal de Apelação da Suécia Ocidental (Hovrätten för Västra Sverige)  e Distrito da Suécia Ocidental da Confederação dos Sindicatos Suecos (LO-distriktet i Västsverige) . 
A região estatística Suécia Ocidental
A Suécia Ocidental (Västsverige) compreende 2 sub-regiões ou unidades de nível III (NUTS III): 
- Västra Götaland
- Halland